# 男の家庭科
『男の家庭科』（おとこのかていか）は、1985年1月10日から3月28日までフジテレビ系列「ナショナル木曜劇場」（当時）で、毎週木曜日 22:00 - 22:54に放送された田村正和主演のテレビドラマ。キャッチコピーは、「このたび、主夫に転職しました。」

## 概要
田村正和が転職を繰り返したのちに主夫を務める夫を演じた、コミカルタッチなホームドラマ。前年1984年の田村主演ドラマ『うちの子にかぎって…』（TBS）のヒットを受けて、本作はこれに続く「田村正和コミカル路線」の作品とされている。折しも男女雇用機会均等法の下、他のドラマでもいわゆるキャリアウーマンが多く登場していたが、本作でも主人公の妻役の音無美紀子が一家の家計を支える役を務めていた。そしてこの酒井家の他、各家庭に中学生・高校生の子供たちがいる三家族を中心に、思春期の子供たちが抱える様々な問題をとらえて描かれた。放映開始前の時には、この設定が本作と同時期にTBSでスタートした『毎度おさわがせします』と設定がよく似ていると話題になったことがあり、本作のディレクターの戸國浩器もこれは偶然ですとした上で「TBSさんが似たようなドラマをやるという話は耳にしていた」とコメントしていたことがある。

## あらすじ
自動車セールスマンだった酒井裕一は些細なことが原因でまたも会社を退職、これで5社目の退職であった。妻の邦子は友人の美智代と一緒に経営するタペストリーの工房が成功して収入には困らないほど。しかしこれで生活の心配が無いということで裕一は気楽な気分でおり、邦子はあきれるばかりで、子供たちはそんな父の姿を情けないとも思っていた。それでも邦子は裕一にゆっくり次の仕事を探して欲しいと思うのだった。

## キャスト
- 酒井裕一：田村正和
- 酒井邦子：音無美紀子
- 井村隆三：竜雷太
- 新井康弘
- 小田松夫（定夫の父）：ガッツ石松
- 小田ひろみ（定夫の母）：佐藤オリエ
- 大沢正代（洋平の叔母）：秋野暢子
- 道代：石野真子

ホステス。裕一に気があったが、第6話で隆三と内輪の式を挙げ結婚。
- 井村カツ（隆三の母）：菅井きん
- 中川美智代：清水まゆみ
- 東慎一郎（若手建築家）：木之元亮
- 酒井洋平（裕一の息子）：角田英介
- 酒井ルミ（裕一の娘）：安孫子里香
- 川崎照子：二階堂千寿

洋平のガールフレンド。
- 市川夏江
- 川崎美代（照子の母）：中島葵
- 川崎大三郎（照子の父）：鶴田忍
- 井村陽二（隆三の息子）：林泰文
- 井村健一（隆三の息子）：矢野泰二
- ツル子：水木薫
- 小田定夫：熊谷誠二
- 由美：中川みず穂
- 平泉成

ほか

## スタッフ
- 脚本：布勢博一（全話担当）
- プロデュース：中村敏夫、山田良明
- 演出：戸國浩器、舛田明廣
- 音楽：菊池俊輔
- 主題歌：菊池俊輔「MY BLUE HEAVEN」
- 制作：フジテレビ

## 放送日程
| 各話   | 放送日  | サブタイトル               | 演出     |
| ------ | ------- | -------------------------- | -------- |
| 第1話  | 1月10日 | ひそかにグレてます         | 戸國浩器 |
| 第2話  | 1月17日 | エプロンが似合ってしまった | 戸國浩器 |
| 第3話  | 1月24日 | 悪ガキ連合VSオヤジ同盟     | 舛田明廣 |
| 第4話  | 1月31日 | 思春期・非行のABC          | 舛田明廣 |
| 第5話  | 2月07日 | 子供がだんだん遠くなる     | 戸國浩器 |
| 第6話  | 2月14日 | 興奮! オヤジの嫁さん       | 戸國浩器 |
| 第7話  | 2月21日 | オトコが立つか立たないか!? | 舛田明廣 |
| 第8話  | 2月28日 | 俺、ひきょうなヤツだから…  | 舛田明廣 |
| 第9話  | 3月07日 | 14歳の恋・息子が帰らない夜 | 戸國浩器 |
| 第10話 | 3月14日 | ケジメなさい、あなた       | 舛田明廣 |
| 第11話 | 3月21日 | 好きです、さよなら洋平さま | 戸國浩器 |
| 最終話 | 3月28日 | 君、遠くが見えますか?      | 戸國浩器 |